# 约斯塔·约翰松
约斯塔·约翰松（瑞典語：Gösta Johansson，1929年3月2日—1997年4月10日），瑞典前男子冰球运动员。他曾代表瑞典国家队参加1952年冬季奥林匹克运动会冰球比赛，获得一枚铜牌。